# Корменен, Луи-Мари
Луи-Мари де Лаэ Корменен (фр. Louis-Marie de Lahaye Cormenin; 6 января 1788, Париж — 6 мая 1868, Париж) — французский юрист и политический деятель; председатель комиссии по выработке конституции 1848 года; автор популярных политических памфлетов и академик.
Использовал псевдонимы Timon и Maître Pierre.

## Биография и сочинения
Недолго был адвокатом; пробовал заниматься поэзией, воспевая Наполеона в восторженных стихотворениях. Служа рекетмейстером в государственном совете (с 1815), приобрёл богатый запас сведений по вопросам управления. В 1822 году издал сочинение «Questions de droit administratif», выдержавшее несколько изданий и оказавшее немалое влияние на развитие доктрины французского административного права, как особой отрасли правоведения; в нём впервые с особой обстоятельностью были разработаны вопросы административной юстиции.
В 1828 году Корменен был избран депутатом, принимал активное участие в политической жизни, а в эпоху июльской монархии был одним из самых блестящих и влиятельных публицистов оппозиции правительству Луи-Филиппа. Особенное впечатление произвели его памфлет «Lettres sur la liste civile» и ряд политических портретов, которые он напечатал под псевдонимом «Timon»; они вошли в более позднюю книгу «Le livre des orateurs», имевшую большой успех и доставившую автору широкую литературную известность.
Сочувствуя демократическому движению и будучи горячим сторонником всеобщего избирательного права мужчин, Корменен, в 1848 году, приветствовал восстановление республики в памфлете «Trois dialogues politiques: la Souveraineté du peuple, l’Assemblée nationale et la République». Четыре департамента избрали его своим представителем в учредительное собрание, в котором он вскоре был избран вице-президентом. В качестве члена и затем председателя комиссии по выработке конституции (1848), Корменен имел большое влияние на ход работ и, между прочим, способствовал принятию той статьи конституции, по которой президент республики избирается непосредственно нацией — статьи, обеспечившей успех кандидатуры принца Наполеона и оказавшейся роковой для участи французской республики.
После февральской революции Корменен был назначен членом государственного совета и сохранил это звание и при второй империи. В последние годы жизни он стоял вдали от политики и занимался почти исключительно благотворительностью.